# Procope de Scythopolis
Pour les articles homonymes, voir Procope et Saint Procope.
Procope de Scythopolis ou Procope de Césarée, né à Jérusalem à la fin du IIIe siècle dans la province romaine de Syrie-Palestine et mort en 303 à Césarée, est un saint chrétien mégalomartyr. D'après Eusèbe de Césarée dans son ouvrage Les Martyres de Palestine, il menait une vie ascétique, méditant les Saintes Écritures et vivant de pain.

## Biographie
Il naît à Jérusalem au IIIe siècle, et connaît donc les grands changements qui transforment la ville tout au long du IVe siècle : Jérusalem est profondément remaniée par l’empereur Commode et la Palestine repeuplée de non juifs à la suite de la révolte du IIe siècle contre l'occupant romain. Cela est corroboré par l'historien juif pro-romain Flavius Josèphe dans son ouvrage La Guerre des Juifs. Jérusalem est profondément romanisée avec la création d'un forum et d'un Temple de Vénus. Toutefois, Procope réside la plus longue partie de sa vie à Scythopolis.
Durant sa vie à Scythopolis, Procope est très investi dans la vie ecclésiastique de son temps puisqu'il est exorciste et exégète en syriaque. Cette langue est un dialecte araméen (la langue maternelle de Jésus). De plus, il est lecteur pour les offices religieux quotidiens. En tant que chrétien, il subit les persécutions de l'Empire romain, au sein duquel les chrétiens sont ostracisés car ils refusent de servir l’empereur comme un dieu et d'honorer le panthéon des divinités,. Le culte de l’empereur est au cœur de la citoyenneté romaine car il permet d'unifier l'Empire de manière symbolique ; le nier, c'est défier l’empereur. Saint Procope est repéré par le gouverneur de sa ville, le juge Fabien, et persécuté pour avoir refusé de servir les idoles, nom donné par les chrétiens aux dieux du panthéon romain.
D'après les Bollandistes (c'est-à-dire les encyclopédistes jésuites) du début du XIXe siècle, Procope reprend alors à son compte la phrase conclusive de l'Iliade d’Homère disant qu'il a n'a pas plusieurs chefs, et il ajoute le Christ à cette citation. Il voit ainsi l'opposition de la religion chrétienne et de la religion romaine comme un affrontement entre deux mondes spirituels tendant à s'éloigner inexorablement. Il est décapité sur l’ordre de l'empereur Dioclétien après sa captivité à Césarée (d'où son autre appellation) lors de la dernière vague de persécution du christianisme antique avant la conversion de l’empereur Constantin au Pont Milvius en 303.

## Rareté des sources
Les sources écrites concernant Procope de Scythopolis sont relativement peu nombreuses, si l'on omet le livre d'Eusèbe de Césarée, Les Martyres de Palestine. Celui-ci en fait le premier martyr palestinien, c'est-à-dire issu de la population non juive de Terre sainte.

#### Sources primaires
- Eusébe de Césarée, Les Martyres de Palestine
- Flavius Josèphe, La Guerre des Juifs

#### Sources secondaires
- Jonathan Bourgel, D'une identité à l'autre ? La communauté judéo-chrétienne de Jérusalem : 66 - 135, préface de Dan Jaffé, Judaïsme ancien et Christianisme primitif, Paris, Cerf, 2015
- Paul Mattei, Le Christianisme antique (Ier – Ve siècles), Ellipses Marketing, 2002
- Étienne Trocmé, L'Enfance du christianisme, Hachette, coll. « Pluriel », 1999